# 평양조차장역
평양조차장역(平壤操車場驛)은 조선민주주의인민공화국 평양직할시에 있는 평의선의 조차장이다. 조선민주주의인민공화국의 철도 상 조차장으로 지정되어 있으나, 객차나 화차 따위만 주박되어 있을 뿐, 중계 등 조차장의 본래 목적으로서는 제대로 사용되지 못하고 있다.
남북분단 이전 일제강점기 까지는 본래 한반도 북서부 및 평양지역의 열차, 전국에서 온 여러 화물열차를 재편성하고 조차 및 중계하는 경의선의 조차장이었으나, 남북분단 이후 조선민주주의인민공화국의 철도로 넘어갔다. 평양조차장은 현재 한반도 상에서 운영되는 4개의 조차장(대전, 제천, 함흥) 중 하나이다.

## 한반도의 다른 조차장
- 대전조차장역
- 제천조차장역
- 함흥조차장역